# Trasporti in Bolivia
Questa voce raccoglie le principali tipologie di Trasporti in Bolivia.

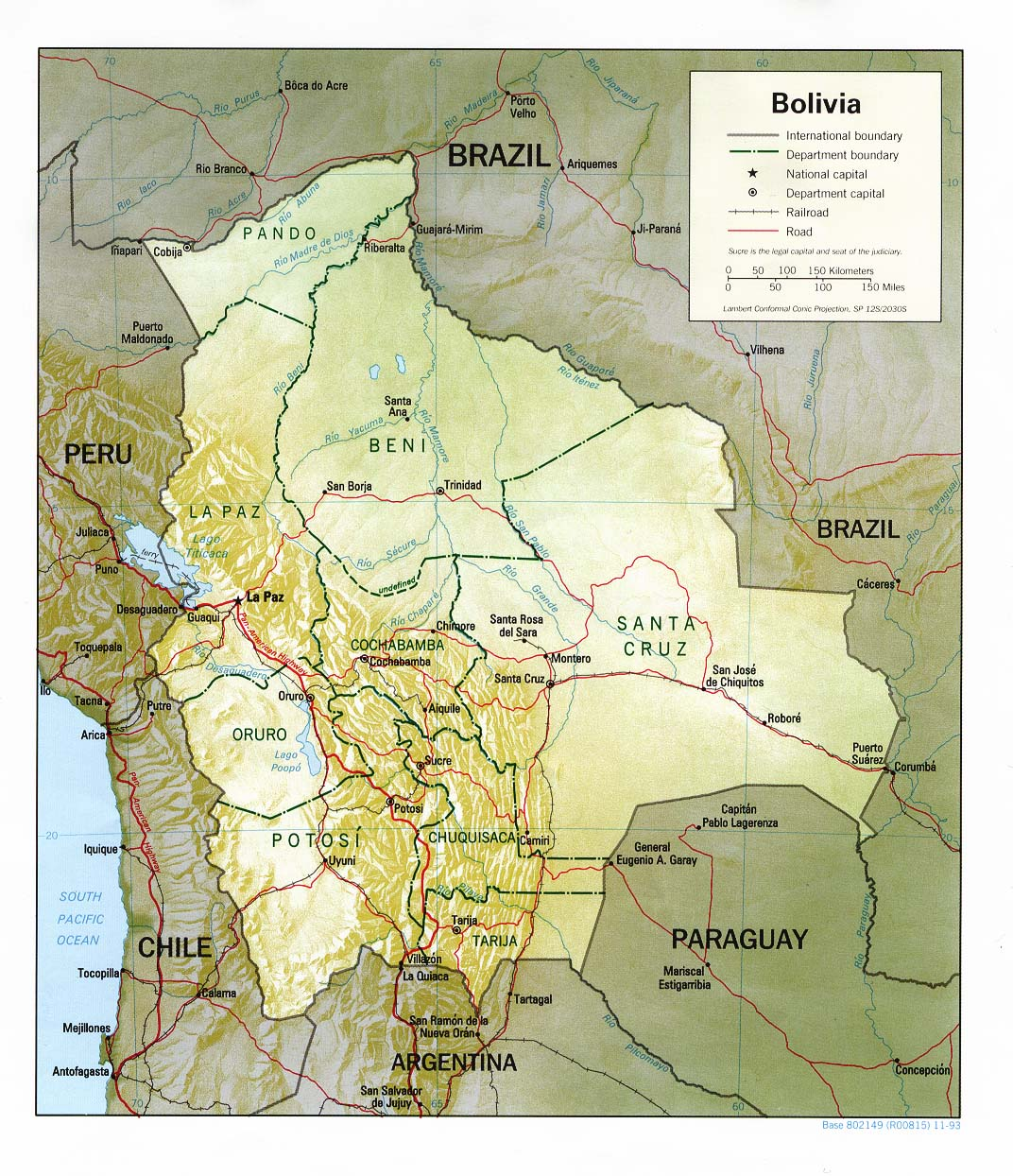
Bolivia: carta geopolitica con rete stradale e ferroviaria

## Trasporti su rotaia

### Reti ferroviarie
In totale: 3.691 km (dati 1995)
- Scartamento ridotto
  - 760 mm: 39 km, 13 dei quali elettrificati
  - 1000 mm: 3.652 km
- Gestore nazionale: Empresa Nacional de Ferrocarriles
- Collegamento a reti estere contigue
  - presente, con stesso scartamento, (1000 mm): Argentina e Brasile
  - ignoto: Cile, Perù e Paraguay.

### Reti metropolitane
In Bolivia non esistono sistemi di metropolitana.

### Reti tranviarie
A Cochabamba,nel 2022,è stata inaugurata una  Metropolitana Leggera che collega le città di Suticollo,El Castillo e l'università di San Simon,la metropolitana leggera di cochabamba ha in tutto 3 linee

## Trasporti su strada

### Rete stradale
In totale: 52.216 km (dati 1995)
- asfaltate: 2.872 km, 27 dei quali appartenenti a superstrade
- bianche: 49.344 km.

### Reti filoviarie
Attualmente in Bolivia non esistono filobus. 

### Autolinee
Nella capitale della Bolivia, La Paz, ed in altre zone abitate operano aziende pubbliche e private che gestiscono i trasporti urbani, suburbani ed interurbani esercitati con autobus.

## Idrovie
La nazione dispone di 10.000 km di acque navigabili per fini commerciali.

### Porti e scali
Sono inesistenti; la Bolivia utilizza alcuni porti marittimi di Argentina, Brasile, Cile e Paraguay.

## Trasporti aerei

### Aeroporti
In totale: 1.109 (dati 1999)
a) con piste di rullaggio pavimentate: 13
- oltre 3047 m: 4
- da 2438 a 3047 m: 3
- da 1524 a 2437 m: 4
- da 914 a 1523 m: 2
- sotto 914 m: 0

b) con piste di rullaggio non pavimentate: 1.096
- oltre 3047 m: 0
- da 2438 a 3047 m: 3
- da 1524 a 2437 m: 67
- da 914 a 1523 m: 219
- sotto 914 m: 807.